# Le Potentiel érotique de ma femme
Le Potentiel érotique de ma femme est un roman de David Foenkinos paru le 4 mars 2004 aux éditions Gallimard.

## Histoire
Le livre suit la vie d'Hector, un homme atteint de collectionnite aigüe, qui à la suite d'un concours de collectionneurs perdu, tente de se jeter sous une rame de métro ; mais il a pris trop de tranquillisants et s'effondre au beau milieu de la galerie souterraine. Commence alors une assez longue convalescence ; Hector décide alors, par honte, de jouer la comédie et de prétendre être parti en vacances aux États-Unis. Il va donc à la bibliothèque pour se renseigner sur le pays, et rencontre Brigitte...

## Prix littéraires
- 2004 : Prix Roger-Nimier